# ستيف موريس
ستيف موريس (بالإنجليزية: Steve Morris)‏ (2 يونيو 1967 بغلاسكو في المملكة المتحدة - ) هو مدرب كرة قدم ولاعب كرة قدم بريطاني في مركز الهجوم. لعب مع Milwaukee Rampage ‏ وميلواكي وايف وهَاميلتون ستيلرز ‏ وRockford Raptors ‏ وويتشاتا وينغز ‏ وChicago Sockers ‏.